# Zapora wodna Slapy

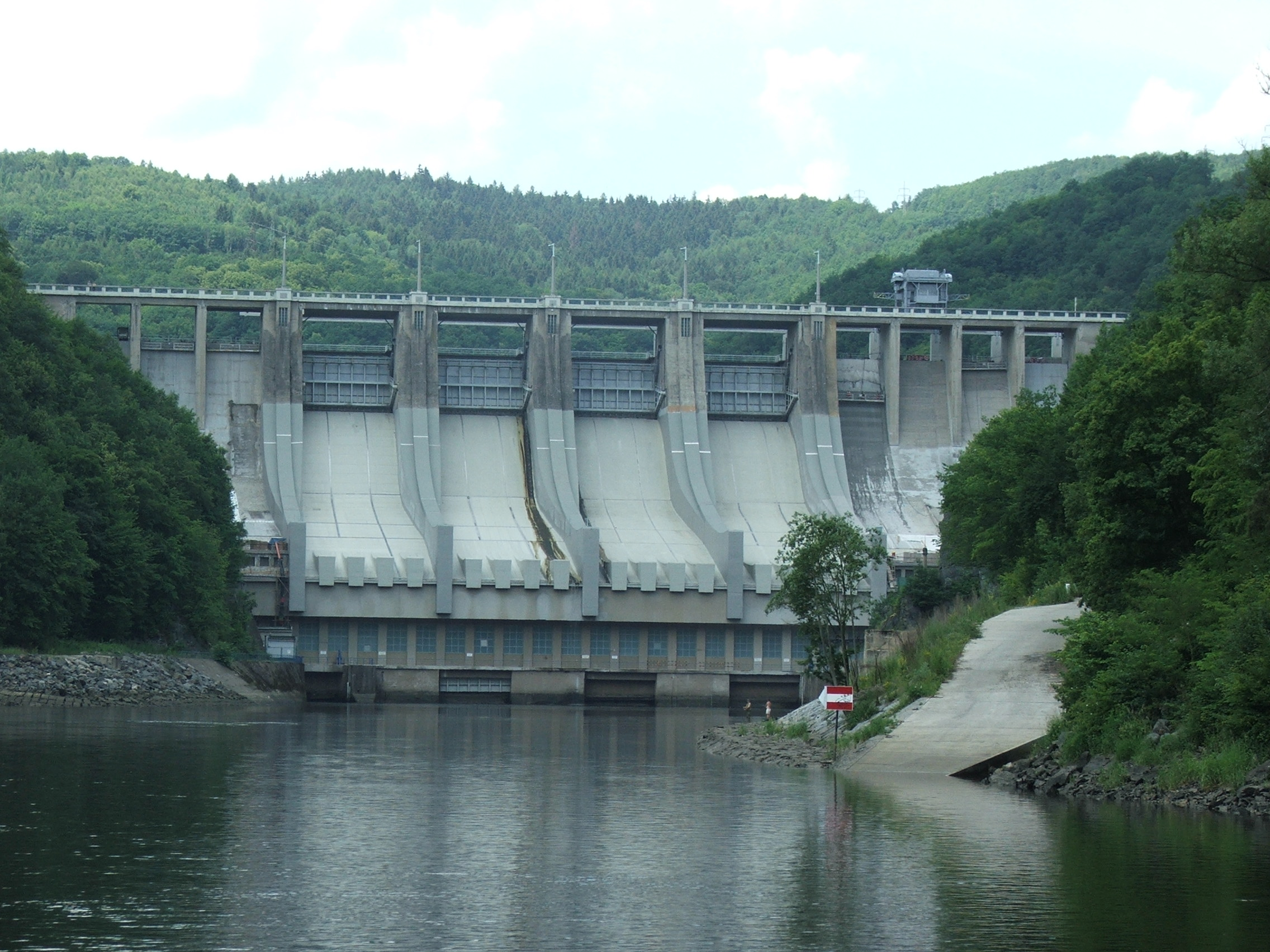
Zapora Slapy od strony dolnej wody

Zapora wodna Slapy (cs. přehrada Slapy) – zapora wodna na rzece Wełtawie w Czechach, w miejscowości Slapy w kraju środkowoczeskim. Przez przegrodzenie rzeki Wełtawy powstał zbiornik zaporowy Slapy.
Zapora powstała w latach 1949-1955, jako pierwszy obiekt w ramach budowy systemu zbiorników wodnych tzw. Kaskady Wełtawy. Do użytku została formalnie oddana 7 listopada 1954 r. Jest to ciężka, grawitacyjna zapora betonowa o długości korony 260 m i wysokości 65 m. Wybudowana przy niej elektrownia wodna wyposażona jest w trzy turbiny Kaplana, każda o mocy 48 MW.